# 10 Pułk Artylerii Ciężkiej (PSZ)

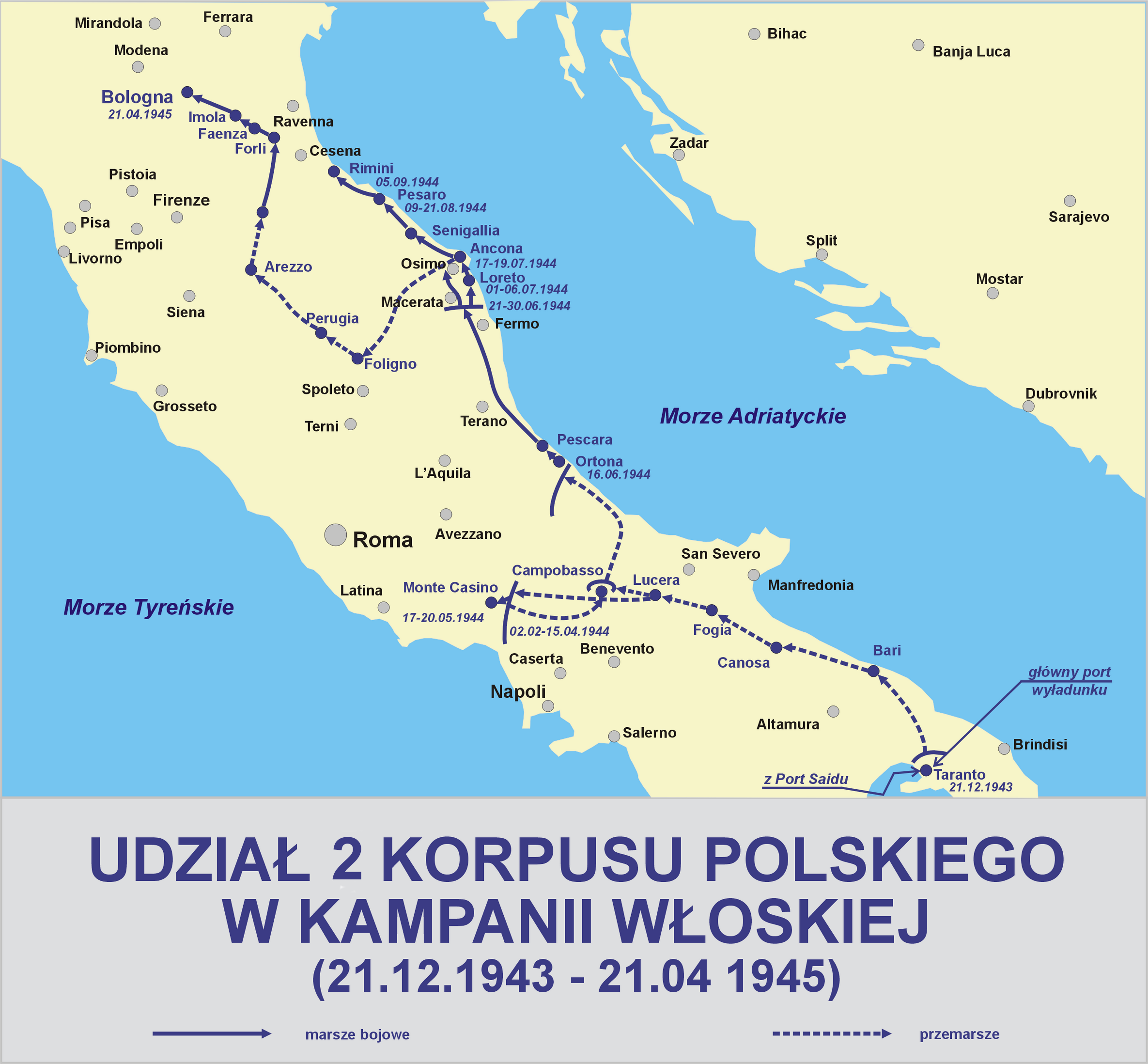
2 KP w kampanii włoskiej

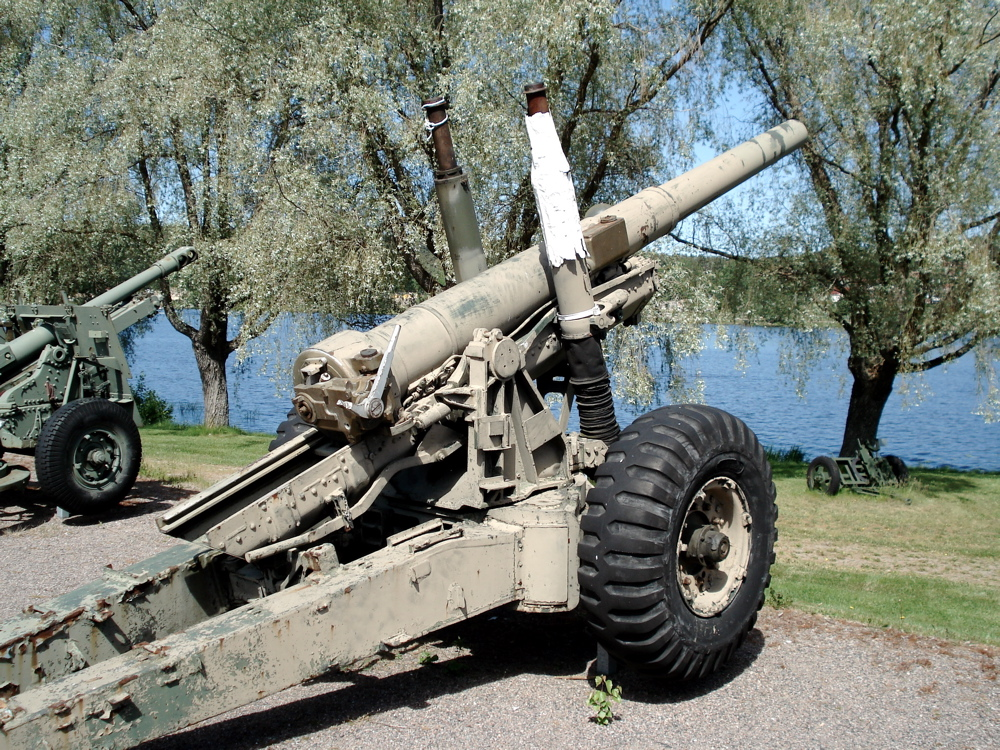
137,9 mm (5,5-calowa) armata

10 Pułk Artylerii Ciężkiej (10 pac) ang. 10th Polish Medium Regiment – oddział artylerii ciężkiej Polskich Sił Zbrojnych.

## Formowanie i organizacja pułku
Na podstawie rozkazu dowódcy Wojska Polskiego na Środkowym Wschodzie l.dz.2470/I/Tj/42 z dnia 27 maja 1942 roku i rozkazu dowódcy Ośrodka Zapasowego l.dz.1261/Tj/42 z dnia 30 maja 1942 roku, w obozie Barbara, w Palestynie, na bazie 9 Pułku Artylerii Ciężkiej oraz częściowo z kanonierów Ośrodka Zapasowego Samodzielnej Brygady Strzelców Karpackich i pozostałych na Bliskim Wschodzie oficerów z 11 pal, 8 pac zorganizowany został 1 Pułk Artylerii Ciężkiej. Oddział stanowił artylerię organiczną 2 Korpusu Strzelców. W listopadzie tego roku jednostka przemianowana została na 10 Pułk Artylerii Ciężkiej i włączona w skład 2 Grupy Artylerii. Na jej uzbrojeniu znajdowało się wówczas 16 sztuk 155 mm haubic. W dniu 21 września 1942 r. pułk przybył do Qizil Ribat w Iraku, a w dniu 13 października 1942 r. do obozu WP w Khanaqin i pozostał w nim do 4 maja 1943 roku. 14 listopada 1942 roku na poligonie w Kani Masi przeprowadzone zostały pierwsze strzelania z dział. Następnie pułk wraz z całą 2 AGPA został dyslokowany do Kirkuku, przechodził on tam intensywne szkolenie artyleryjskie i był wizytowany w dniu 2 czerwca 1943 r. przez NW gen. Władysława Sikorskiego. Z dniem 23 września 1943 r. pułk rozpoczął przegrupowanie do Palestyny do miejscowości Isdud, gdzie przebywał w okresie 29 września - 2 grudnia 1943 roku. Prowadził tam szkolenie z zakresu współdziałania z innymi rodzajami wojsk. Następna zmiana postoju nastąpiła w dniu 2 grudnia 1943 wówczas pułk wyjechał do obozu wojskowego Quassasin uzupełniając stan osobowy, broń, sprzęt i wyposażenie do stanu etatowego i przygotowywał się do wyjazdu na front włoski. Pułk posiadał dwa dywizjony. W skład każdego dywizjonu wchodziły dwie baterie po cztery 139,7 mm (5,5-calowe) armaty Mk 3. W okresie od 7 do 20 stycznia 10 PAC przebywał w obozie przejściowym w El Amryja, skąd wyjechał do portu w Aleksandrii. Po zaokrętowaniu się i rejsie przez Morze Śródziemne w dniu 25 stycznia 1944 roku, 10 pułk został wyładowany w Tarencie i umieszczony w obozie wojskowym „Robertson”. Stamtąd 17 lutego 1944 roku przemieszczono go do obozu w San Basilio, gdzie koncentrowała się cała 2 AGPA.

## Działania zbrojne pułku
W San Basilio pułk kompletował sprzęt, a na poligonie prowadził strzelania ćwiczebne. Z pułku wydzielono II dywizjon artylerii i 28 lutego wysłano go na front nad rzeką Sangro celem wsparcia 3 Dywizji Strzelców Karpackich. Reszta pułku, 24 marca zluzowała amerykańskie jednostki artylerii w rejonie Busso, w ramach 2 Grupy Artylerii. Wraz z pozostałymi jednostkami artylerii 10 pac stanowił element artylerii ogólnego działania wspierając ogniem cały 2 Korpus Polski wraz z przydzielonymi mu jednostkami włoskimi. 14/15 kwietnia 10 pułk artylerii ciężkiej w całości zszedł z linii frontu i udał się na wypoczynek. Nocą 24/25 kwietnia pułk wykonał domarsz na stanowiska ogniowe przed wioską Portella w wąwozie i drodze Inferno, podczas czego jedno z dział zawisło na skarpie i w dniu 25 kwietnia zostało rozbite i strącone w przepaść przez ogień artylerii niemieckiej. Zorganizowano łączność, punkty obserwacyjne, wykonano prace ziemne oraz dowieziono amunicję, osiągając gotowość bojową 4 maja do bitwy o Monte Cassino. O godz. 23.00 11 maja pułk w ramach całej artylerii 2 KP prowadził 40 minutowe artyleryjskie przygotowanie ataku 2 Korpusu, wspierając przeważnie I dywizjonem 5 Kresową Dywizję Piechoty, a II dywizjonem 3 DSK. Następnie do godz. 01.00 12 maja pułk wraz z innymi jednostkami artylerii prowadził ogień do celów bliższych stojących na drodze mającej nacierać piechoty. W trakcie 5 dniowej bitwy podczas i po załamaniu się pierwszego natarcia z uwagi na właściwości swoich armat, 10 pułk zwalczał artylerię wroga oraz kierowany przez obserwatorów, w tym z pomocą lotniczego PO likwidował z powodzeniem bunkry i schrony wroga. Następnie podczas drugiego natarcia 2 Korpusu Polskiego wspierał te same jednostki. Od 21 do 24 maja, 10 pułk wspierał Grupę „Bob” w bitwie o Piedimonte, przy czym I dywizjon pułku jako artyleria bezpośredniego wsparcia zmienił stanowiska ogniowe w nocy 24/25 maja w rejon wsi S. Angelo in Teodice. Pułk zwalczał dalekimi ogniami wycofujące się wojska wroga, ostatni strzał w bitwie oddał II dywizjon 10 pułku w godzinach porannych 27 maja 1944 roku. 10 pac w bitwie o Monte Cassino wystrzelił 17.785 pocisków. W okresie od 27 maja do 15 czerwca pułk odpoczywał w rejonie Campobasso we wsi S. Polo Matese. W dniach 25 czerwca - 2 lipca pułk przygotowywał się do walk o przełamanie obrony nieprzyjaciela na rzece Chienti, lecz z uwagi na wycofanie się nieprzyjaciela i przejście do pościgu 2 Korpusu Polskiego, nie prowadził ognia. W trakcie bitwy pod Loreto 10 pac działał w składzie 2 AGPA wspierał na szerokim froncie korpusu własne wojska i trzykrotnie zmieniał stanowiska ogniowe w rejonie Monte S. Giusto, na rejon obok Loreto w pobliżu rzeki Potenzy wspierając 2, 3 i 4 lipca 3 DSK w walkach na kierunku Castelfidardo, a następnie w dniach 4 i 5 lipca w walkach o miasto Osimo ze stanowisk ogniowych pod Recanati, 6 i 7 lipca wspierał piechotę włoską i polskie czołgi w walkach o Filotrano, ze stanowisk ogniowych pod Monte Fano. W walkach tych zużył ponad 1300 pocisków. W dniu 8 lipca pułk wspierał włoską Grupę "Nembo" podczas zdobywania Filotrano, jednocześnie w godzinach porannych był bombardowany. W trakcie walk o Osimo zwiady dywizjonów wzięły udział w walkach ulicznych. Straty w trakcie bitwy, to 3 ciężko rannych żołnierzy i spalony pojazd pancerny pułku. 15 lipca 10 pułk zajął stanowiska ogniowe 1 km na płd.-wsch. od Osimo, 17 lipca w godzinach porannych wziął udział w przygotowaniu artyleryjskim ataku przez rzekę Musone 2 Brygady Pancernej i 5 Wileńskiej Brygady Piechoty, a następnie na żądanie atakujących jednostek wspierał ogniem artyleryjskim natarcie, aż za Case Nuove i na Monte della Crescia. 18 lipca wspierał w dalszym ciągu 2 B.Panc. i wprowadzoną do walki 6 Lwowską Brygadę Piechoty podczas walk o Torretto a Mare. W bitwie o Anconę pułk wystrzelił 1700 pocisków, miał też 3 rannych żołnierzy, na minach. 10 pułk w okresie od 19 lipca do 3 sierpnia jako jedyny z 2 AGPA był przydzielony do grup pościgowych za uchodzącym nieprzyjacielem wzdłuż Adriatyku. Od 4 do 7 sierpnia wspierał piechotę podczas walk nad rzeką Misa, ponosząc dalsze straty 1 zabitego i 1 ciężko rannego żołnierza. W dniach 9 i 10 sierpnia pułk w ramach swojej grupy ostrzeliwał cele w walkach nad rzeką Cesano. Po uzyskaniu powodzenia przez czołgi i piechotę korpusu w dniach 13-17 sierpnia ze stanowisk w rejonie Castel Colone wspierał wojska w planie mylenia przeciwnika przed walkami o rzekę Metauro. Od 18 do 22 sierpnia pułk ze stanowisk ogniowych pod Rio Grande wspierał 2 B. Panc. w dojściu do rzeki Metauro. Podczas bitwy o Linię Gotów 10 pac w ramach 2 Grupy wspierał 5 KDP w dniach 25-29 sierpnia 1944 r. O zaciętości walk świadczy, że 26 sierpnia pułk wystrzelił 1557 pocisków. 28 sierpnia zmieniono stanowiska ogniowe w rejon Borggo Lukrezia. 1 i 2 września pułk wspierał 3 DSK w dalszych walkach o przełamanie Linii Gotów. W okresie od 6 września do 2 października 10 pac przebywał na wypoczynku w miejscowości Porto Recanati, uzupełniono stan osobowy i sprzęt. Od 4 października 10 pac wraz z bratnim 11 pac-em zostały przydzielone do I Kanadyjskiej AGRA, w trakcie walk do 27 października 1944 roku poległo dwóch żołnierzy i dwóch zostało rannych. W dniach 28 października - 1 listopada pułk wykonał ok. 300 km marsz poprzez Asyż wzdłuż frontu i dołączył do polskiego 2 Korpusu, w trakcie marszu zginął tragicznie jeden z podoficerów pułku. 6 i 7 listopada 10 pac wspierał 1 Brygadę Strzelców Karpackich w walkach o wzgórza w Apeninie Emiliańskim, na jednym z nich - M. Pratello zniszczył całą obsadę nieprzyjacielską. W okresie od 11 do 19 listopada ze stanowisk pod Rocca S. Casciano wspierał 1 BSK w walkach o wzgórze Monte Fortino jednakże prowadzane natarcie nie powiodło się. 19/20 listopada 1944 r. pułk przegrupował się na nowe stanowisko ogniowe w miasteczku Castrocaro z zadaniem wsparcia wprowadzonej do walki 2 BSK. 21 listopada pułk wystrzelił 1861 pocisków, 4 bsk zajął wzgórze M. Fortino. 10 pac wspierał dalsze natarcie 2 BSK do 27 listopada, na minach pułk stracił 2 zabitych i kilku rannych i pojazdy łączności. W trakcie drugiej bitwy o Faenzę 1/2 grudnia, 10 pac zajął stanowiska na wzgórzu M. Gebolo nad rzeką Lamone wspierając do 5 grudnia 1 BSK w mozolnym natarciu w trudnym terenie. 9/10 grudnia, 10 pułk zajął nowe stanowiska ogniowe w rejonie miejscowości Scavignano i stąd od 15 grudnia rozpoczął wsparcie początkowo 1 BSK i włoskiej "Grupy Mailea", w trzeciej bitwie o Faenzę. Od 20 grudnia wspierał wprowadzoną do natarcia 6 LBP z nowych stanowisk w rejonie Brisighella. W tym rejonie zmieniając nieco stanowiska ogniowe pułk pozostał do 1 marca 1945 roku wspierał kolejno polskie dywizje 2 KP i włoską Grupę "Friuli". 10 pac został na przełomie marca i kwietnia zluzowany przez nowo sformowany 13 pac. Na skutek nieszczęśliwych wypadków w marcu i kwietniu uległy zniszczeniu i uszkodzeniu 2 działa i ciągnik. Cały pułk 10 zajął w dniu 8 kwietnia nowe stanowiska ogniowe w rejonie S. Andrea w gotowości do bitwy o Bolonię. Nazajutrz od 9 kwietnia 1945 roku, 10 pac wspierał 1 BSK, w tym zbombardowany omyłkowo przez lotnictwo amerykańskie jej 2 batalion, straty również poniósł wysunięty PO 10 pułku przydzielony do 2 bsk. 1 oficer został ciężko ranny, jeden lekko ranny, zniszczona została radiostacja i uszkodzony pojazd pancerny. Wsparcie 2 bsk przez pułk, umożliwiło zdobycie przyczółka na rzece Senio. W trakcie walk na skutek ognia artylerii wroga poległo 2 żołnierzy pułku, a dwóch innych zostało rannych. Do 14 kwietnia pułk wspierał poszczególne bataliony 1 BSK. Tego dnia pułk zajął nowe stanowiska ogniowe w rejonie Mordano i został przydzielony do wsparcia 6 LBP i Grupy "Rak" działających w ramach 5 KDP. Natomiast nocą 16/17 kwietnia w miejsce 6 LBP wprowadzono 5 WBP, którą w dalszym ciągu wspierał 10 pac. Następne stanowiska ogniowe w dniu 18 kwietnia zajął w Castel S. Pietro, gdzie przygotował się do bitwy o kanał Gaiana. W dniach 19 i 20 kwietnia pułk wspierał nadal 5 KDP w walkach o sforsowanie kanału Gaiana. Nowe stanowiska ogniowe w miejscowości Quaderna zajął pułk wieczorem 20 kwietnia 1945 roku i natychmiast wspierał 3 DSK i 5 KDP w walkach o rzekę Idice. Ostatniego dnia walki tj. 21 kwietnia, pułk wspierał swoimi dywizjonami oddziały pościgowe wydzielone z 3 DSK, 5 KDP odpowiednio I i II dywizjonem.

## Dalsze losy żołnierzy 10 pułku
Po zejściu z linii frontu pułk przeszedł na kilkudniowy wypoczynek do Castel S. Pietro, następnie do Ferno w dolinie rzeki Tenna, 12 czerwca do Imolii, 2 lipca S. Elpidio a Mare gdzie przebywał do 25 lipca 1946 r. Prowadzono kursy kierowców i mechaników oraz w I dywizjonie otworzono Szkołę Podoficerską Artylerii Ciężkiej. 5 maja 1946 pułkowi wręczono sztandar, natomiast 25 lipca 1946 roku nastąpił wyjazd pułku do Wielkiej Brytanii. W trakcie działań wojennych z szeregów pułku poległo 10 żołnierzy (w tym 3 oficerów), a 38 zostało rannych (w tym 10 oficerów).
W 1946 roku oddział został ewakuowany z Włoch do Szkocji. Razem z 9 pułkiem artylerii ciężkiej stacjonował w obozie Stobs, w hrabstwie Scottish Borders. Od maja 1947 roku w przebywał Langholm, a od lipca w Nettlebed, k. Henley on Thames and Reading, Oxfordshire.
6 grudnia 1946 pułk został rozformowany. Po tej dacie pułk istniał jako Basic Unit PRC.

## Organizacja i obsada personalna
Dowódcy pułku
- ppłk/płk dypl. Jerzy Marian Paweł Orski (27 V 1942 - X 1943)[2][15]
- ppłk Piotr Jezierski (X - 24 XII 1943)[16]
- mjr/ppłk Jan Walasek (25 XII 1943 - 30 X 1944)[17][18]
- ppłk Julian Królikiewicz (30 X 1944[18][19] - 4 VII 1945)[20]
- ppłk Jan Walasek (4 VII 1945 - do rozwiązania pułku)[20]

Zastępcy dowódcy pułku:
- ppłk Piotr Jezierski (27 V 1942 - X 1943)[2][15]
- mjr Franciszek Kikal (X 1943 - 24 XII 1943)[16]
- mjr Wojciech Kopel (25 XII 1943[16] - 30 X 1944)[18]
- mjr Marian Lewandowski[19][15] (30 X 1944 -[18] 1 VI 1945)[21]
- ppłk dypl. art. Antoni Brochwicz-Lewiński (IV - X 1945)

Adiutant:
- kpt. Bolesław Łotarewicz (27 V 1942 - II 1943)[22]
- por. Wacław Heneberg (II 1943 - I 1944)[23][17]
- por. Jan Szeptycki (I - 1 IX 1944)[24]
- por. Edward Wojciula-Spiech[19] (od 1 IX 1944)[24]

Dowódca I dywizjonu:
- mjr Antoni Pajdo (27 V 1942 - 3 VIII 1943)[2][17]
- kpt./mjr Teodor Dobrowolski (3 VIII 1943 - 7 X 1944)[17][18]
- kpt. Stanisław Maź[19](7 X 1944 -[18] do rozwiązania pułku)

Dowódca II dywizjonu:
- mjr Franciszek Kikal (27 V 1942 - X 1943)[2][15]
- kpt./mjr Marian Lewandowski (1 XI 1943 -[17] 27 X 1944[18])
- kpt. Jan Szeptycki[19] (27 X 1944 -[18]do rozwiązania pułku)

Pułk posiadał dwa dywizjony. W skład każdego dywizjonu wchodziły dwie baterie po cztery 139,7 mm (5,5-calowe) armaty Mk 3.

## Symbole pułku
Sztandar

Sztandar, ufundowany przez społeczeństwo włoskie, został wręczony pułkowi 5 maja 1946 roku. Został on wykonany zgodnie z przepisami, z tym że płaty przytwierdzono odwrotnie do drzewca. Na stronie głównej znalazły się nazwy miast włoskich leżących na szlaku bitewnym pułku oraz napis: "Libertas suprema lex est" (Wolność jest najwyższym prawem). Na odwrotnej umieszczono herby miast fundatorów sztandaru: Monte Granaro, Monte Urano, Sant’Elpidio a Mare, oraz oznakę rozpoznawczą dowództwa 2 Korpusu i oddziałów pozadywizyjnych.
Obecnie sztandar eksponowany jest w Instytucie Polskim i Muzeum im. gen. Sikorskiego w Londynie.
Odznaka kombatancka

Jednoczęściowa - wykonana ze srebrzonego tombaku. Wymiary 46 x 28. Wykonanie Zdzisław Cegielski - Warszawa. Na zlecenie Zarządu Koła Pułkowego 10 pac w latach 90.